# Stephan Anpalagan
Stephan Anpalagan (* 3. Januar 1984 in Jaffna, Sri Lanka) ist ein deutscher Theologe, Journalist und Musiker.

## Leben
Stephan Anpalagan kam als Säugling mit seinen tamilischen Eltern nach Deutschland. Als Tamilen flohen sie 1984 vor dem Bürgerkrieg in Sri Lanka. Anpalagan wuchs in Wuppertal auf und machte dort 2003 das Abitur. Er begann anschließend an der Ruhr-Universität Bochum ein Studium der evangelischen Theologie und Anglistik, das er 2013 als Diplom-Theologe abschloss.
Im Rahmen von öffentlichen Auftritten, als Gast in Talkshows oder Diskussionsrunden setzt sich Anpalagan für Menschenrechte und gegen gruppenbezogene Menschenfeindlichkeit ein und tritt mit seiner Positionierung gegen Rechtsextremismus in Erscheinung. Der deutsche Kulturrat stellte ihn im September 2020 als Mensch des Monats vor, womit unter anderem sein Engagement als Gründer der gemeinnützigen Unternehmensberatung Demokratie in Arbeit gewürdigt werden sollte. Anpalagan arbeitet als Lehrbeauftragter an der Hochschule für Polizei und öffentliche Verwaltung NRW. Die Hochschule distanzierte sich 2023 von einem Tweet, in dem Anpalagan die Polizei als „Gestapo-Nachfolgeorganisation“ bezeichnete.

## Journalistische Tätigkeit
In Gastbeiträgen beschäftigt sich Anpalagan vor allem mit innenpolitischen und gesellschaftlichen Themen, wobei Rechtsextremismus einen Schwerpunkt bildet. Er ist Gastautor beim Deutschlandfunk, der ZEIT Christ & Welt, dem Bayerischen Rundfunk, der Frankfurter Rundschau und Krautreporter. Aufmerksamkeit erregten unter anderem Beiträge zur AfD oder zu rechtsextremen Umtrieben bei deutschen Polizeibehörden. Eine monatliche Kolumne mit dem Titel Der Feind steht rechts verfasst er seit 2020 für Neues Deutschland. Außerdem ist er immer wieder Gast in Formaten wie dem Presseclub oder Hart aber fair.

## Tätigkeit als Musiker
Anpalagan ist als Musiker unter dem Pseudonym Stevie Jay Teil der Rockband microClocks, mit der er sich ebenfalls gegen Fremdenfeindlichkeit und Rechtsextremismus positioniert.

## Buch
- Kampf und Sehnsucht in der Mitte der Gesellschaft. S. Fischer, Frankfurt am Main 2023, ISBN 978-3-10-397198-9.